# Hanssuesia sternbergi
La hanssuesia (Hanssuesia sternbergi) è un dinosauro erbivoro appartenente a pachicefalosauri. Visse nel Cretacico superiore (Campaniano, circa 77 - 75 milioni di anni fa) e i suoi resti fossili sono stati ritrovati in Nordamerica (Alberta, Montana).

## Descrizione
Questo animale è noto solo per alcuni fossili frammentari, principalmente ossa frontoparietali. Non è quindi possibile ricostruire l'aspetto dell'animale completo, ma dal raffronto con generi simili più noti (ad esempio Stegoceras) si suppone che Hanssuesia fosse un dinosauro bipede dalle brevi zampe anteriori e dalla coda rigida, lungo forse 2 - 3 metri; come molti pachicefalosauri, Hanssuesia possedeva una spessa volta cranica arrotondata. In ogni caso, questo animale si distingueva da altri pachicefalosauri per avere una regione parietale depressa, un'ampia cupola frontoparietale, larghe ossa nasali caratteristiche, lobi prefrontali ridotti e una sporgenza parietosquamosa ridotta.

## Classificazione
I fossili di questo animale vennero descritti per la prima volta da Barnum Brown ed Erich Schlaikjer nel 1943. I due studiosi attribuirono le volte craniche al genere Troodon (un tempo ritenuto un dinosauro ornitischio), nella nuova specie T. sternbergi. Nel 2002 un nuovo studio di Williamson e Carr formalizzò il trasferimento della specie nel genere Stegoceras, e successivamente, nel 2003, Sullivan istituì il nuovo genere Hanssuesia, sulla base di differenze morfologiche notevoli rispetto alle altre specie attribuite a Stegoceras. Attualmente questo animale è noto per 7 esemplari, provenienti da due formazioni geologiche del Belly River Group dell'Alberta (Canada), la formazione Dinosaur Park del tardo Campaniano e la formazione Oldman del Campaniano medio, così come dalla formazione Judith River superiore del Montana (USA).

## Paleoecologia
Come gli altri pachicefalosauri, anche Hanssuesia doveva utilizzare la sua spessa volta cranica in combattimenti intraspecifici. Ciò sarebbe comprovato da alcune lesioni rinvenute su un esemplare (TMP 79.14.853) che dimostrerebbero che questi animali cozzavano le loro teste l'una contro l'altra, in modo simile agli attuali bighorn (Peterson et al., 2013).